# Bundesautobahn 37

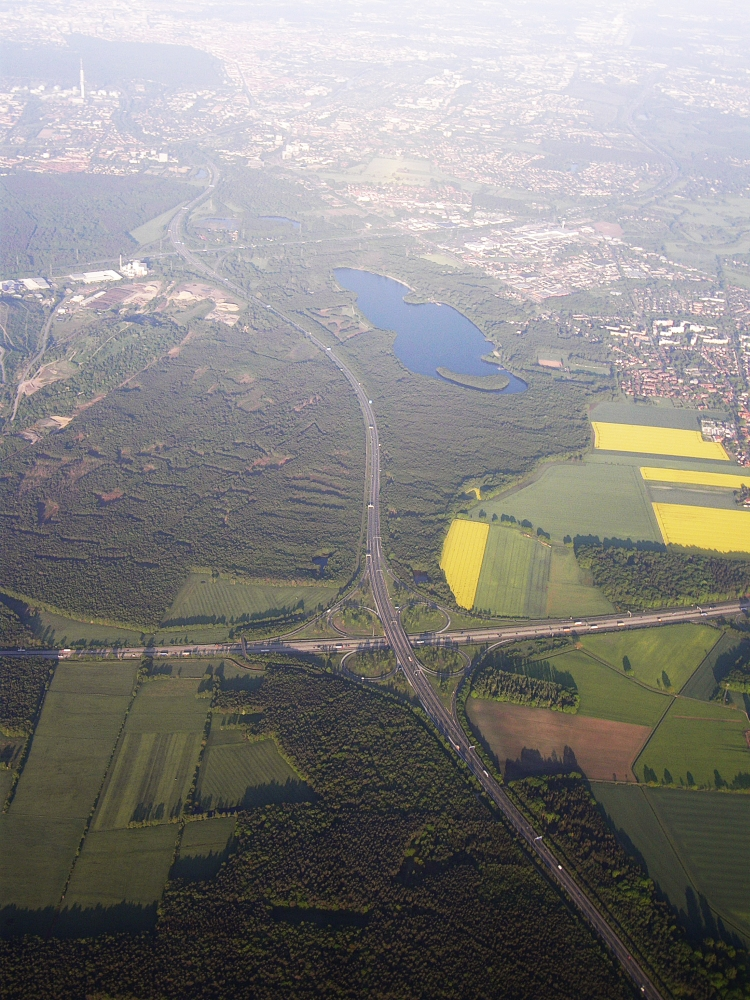
A37 (van boven naar beneden) bij het knooppunt met de A7 (Kreuz Hannover/Kirchhorst) (2008)

Geplande A37 in 1976; in blauw de huidige A37 en in oranje het geplande gedeelte

De Bundesautobahn 37 (kort BAB 37, A37 of 37) is een Duitse autosnelweg ten oosten van Hannover. De A37 dient vooral als toevoerroute naar het stadscentrum en het beursterrein van Hannover, waardoor het zuidelijke gedeelte ook wel bekendstaat als Messestutzen. Het noordelijke gedeelte tussen Burgdorf en Hannover-Misburg wordt, omdat deze grotendeels door het Altwarmbüchener Moor verloopt, ook wel Moorautobahn (Veensnelweg) genoemd. De snelweg heeft op beide delen 2x2 rijstroken.
De beide delen worden door de Messeschnellweg met elkaar verbonden. Het noordelijke deel (tussen aansluiting 5 Hannover-Misburg en Seelhorster Kreuz) is onderdeel van de Bundesstraße 3 (B3) en het zuidelijke deel (tussen Seelhorster Kreuz en aansluiting 11 Hannover-Messegelände) is onderdeel van de Bundesstraße 6 (B6). De beide Bundesstraßen zijn net zoals de gehele A37 als vierbaansweg uitgevoerd en bij het beursterrein zelfs als zesbaansweg en hebben veel kenmerken van een snelweg maar zijn officieel een autoweg. 
Een bijzonderheid is dat de Messeschnellweg tussen de aansluitingen Messe-Süd en Hannover-Misburg evenals het aansluitende noordelijke gedeelte van de A37 tot Kreuz Hannover-Buchholz tijdens grote beurzen zoals Hannover Messe en CeBIT omgebouwd kan worden tot eenrichtingsweg. Hierbij wordt de rijrichting voor het tegenverkeer afgesloten en in de andere richting gebruikt waardoor in totaal vier rijstroken beschikbaar zijn tijdens de piekuren.

## Planningsgeschiedenis
De oorspronkelijke plannen uit het jaar 1974 voorzagen dat de A37 op de B3 zuidelijk van Bergen tot het noordelijke eindpunt zou lopen en via Celle en Hannover naar Hildesheim verlengd zou worden. De op 30 juni 1971 aangenomen wegenplan voor de bouw van federale wegen voor de periode van 1971 tot 1985 kwam de bouw van een snelweg tussen Bergen en Hildesheim nog niet voor. Echter waren de volgende plannen opgenomen: 
| Wegnummer | Trajectdeel                                                | Wegindeling                                                             | Prioriteitsniveau |
| --------- | ---------------------------------------------------------- | ----------------------------------------------------------------------- | ----------------- |
| B3        | zuidelijk van Bergen - noordelijk van Celle                | verbreding naar 2x2 rijstroken over bestaand tracé                      | III               |
| B3/B214   | randweg Celle                                              | nieuwbouw 2x2 rijstroken                                                | I                 |
| B3 (B188) | zuidelijk van Celle - westelijk van Burgdorf               | nieuwbouw 2x2 rijstroken                                                | II                |
| B3 (A7)   | westelijk van Burgdorf - Kreuz Hannover/Kirchhorst         | nieuwbouw 2x2 rijstroken                                                | I                 |
| B3        | Kreuz Hannover/Kirchhorst - Kreuz Hannover-Buchholz        | nieuwbouw 2x3 rijstroken                                                | I                 |
| B3        | Kreuz Hannover-Buchholz - Hannover-Weidetor                | nieuwbouw 2x3 rijstroken                                                | lopend project    |
| B3 (B65)  | Hannover-Weidetor - Seelhorster Kreuz                      | nieuwbouw 2x3 rijstroken met gebruik bestaande tracé met 2x2 rijstroken | II                |
| B6 (A376) | Seelhorster Kreuz - Dreieck Hannover-Messegelände          | nieuwbouw 2x3 rijstroken                                                | I                 |
| B6 (B1)   | Dreieck Hannover-Messegelände - Hildesheim-Berliner Straße | verbreding naar 2x2 rijstroken over bestaand tracé                      | II                |

Met de herstructurering en nieuwe nummering van het snelwegennetwerk, die op 1 januari 1975 van kracht ging, werden de losse plannen van verbreding en nieuwbouw van wegen samengevoegd tot één tracé als Bundesautobahn onder de naam "A37" Bergen - Celle - Hannover - Hildesheim. Deze plannen hielden echter maar anderhalf jaar stand. Terwijl nog in januari 1976 de A37 tussen Bergen en Hildesheim in de netwerkkaarten als gepland was opgenomen, wijzigde dit plan volledig door de eerste wijziging van het federale wegenplan voor de periode 1971 tot 1985, gepubliceerd op 5 augustus 1976. Het volledige trajectdeel van Bergen via Celle naar Burgdorf (B188) werd uit het A37-plan geschrapt. Daarbij werd tussen Bergen en noordwestelijk van Celle ook de verbreding naar 2x2 rijstroken uit het wegenplan gehaald. Alleen voor Groß Hehlen bij Celle was met een prioriteitsniveau van Ib een randweg gepland. Voor de randweg Celle was het noordelijke deel alleen nog nieuwbouw met 2x2 rijstroken in kader van de A32 voorzien, maar alleen twee rijstroken hadden een prioriteitsniveau van Ia. De toevoeging van de tweede rijbaan had een lage prioriteit. De zuidoostelijke voortzetting van deze randweg was alleen als nieuwbouw met twee rijstroken gepland, die een prioriteitsniveau van Ia kreeg. Het trajectdeel zuidelijk van Celle tot het westen van Bergen zou met twee rijstroken als B3n met een lage noodzaak gerealiseerd worden. Het wegenplan voorzag voor de A37 nog de volgende deelprojecten:
| Wegnummer | Trajectdeel                                         | Wegindeling                                        | Prioriteitsniveau |
| --------- | --------------------------------------------------- | -------------------------------------------------- | ----------------- |
| A7        | westelijk van Burgdorf - Kreuz Hannover/Kirchhorst  | nieuwbouw 2x2 rijstroken                           | In                |
| A2        | Kreuz Hannover/Kirchhorst - Kreuz Hannover-Buchholz | nieuwbouw 2x2 rijstroken                           | Ia                |
| A2        | Kreuz Hannover-Buchholz - Hannover-Misburg          | nieuwbouw 2x2 rijstroken                           | lopend project    |
| A376      | Hannover-Weidetor - Dreieck Hannover-Messegelände   | verbreding naar 2x2 rijstroken over bestaand tracé | Ia                |
|           | Dreieck Hannover-Messegelände                       | verbreding naar 2x2 rijstroken over bestaand tracé | Ib                |

Na de tweede wijziging van het federale wegenplan voor de periode 1971 tot 1985, gepubliceerd op 25 augustus 1980, waren de trajectdelen van de A37 tussen Burgdorf en Hannover-Misburg evenals tussen Hannover-Weidetor en Dreieck Hannover-Messegelände reeds in aanleg. De trajectdelen Hannover-Messegelände - Hildesheim werd als onderdeel van de A37 geschrapt. De A376 (Messe - A7), die bij de hernummering in de jaren 70 nog tot de geplande A30 Minden - Stadthagen - Hannover hoorde, werd door het schrappen van dit deel van de A30 evenals het traject Hannover - Hildesheim van de A37 bij het overige geplande gedeelte van de A37 gevoegd. Voor de overige delen zijn nog de volgende projecten in het wegenplan opgenomen, die de oorspronkelijke A37-plannen in wezen volgen:
| Wegnummer | Trajectdeel                                      | Wegindeling              | Prioriteitsniveau |
| --------- | ------------------------------------------------ | ------------------------ | ----------------- |
| B3        | Groß Hehlen - Celle - noordwestelijk van Otze    | nieuwbouw 1x2 rijstroken | I                 |
| B3        | noordwestelijk van Otze - westelijk van Burgdorf | nieuwbouw 1x2 rijstroken |                   |
| B6        | Hannover-Messegelände - Hildesheim               | nieuwbouw 2x2 rijstroken | II                |

Bij de derde wijziging van het federale wegenplan, gepubliceerd op 21 april 1986, waren nieuwbouwmaatregelen voor de A37 niet voorzien. De volgende projecten, die in wezen het tracé van de oude A37-plan volgen, waren in het wegenplan opgenomen:
| Wegnummer | Trajectdeel                    | Wegindeling              | Noodzaak        |
| --------- | ------------------------------ | ------------------------ | --------------- |
| B3        | randweg Groß Hehlen            | nieuwbouw 1x2 rijstroken | lage prioriteit |
| B3        | randweg Celle                  | nieuwbouw 1x2 rijstroken | lopend project  |
| B3        | Celle - westelijk van Burgdorf | ombouw 1x2 rijstroken    | lage prioriteit |

Ook na de vierde wijziging van het federale wegenplan van 15 november 1993 waren geen nieuwbouwplannen voor de A37 opgenomen. De volgende projecten, die in wezen het tracé van de oude A37-plan volgen, waren in het wegenplan opgenomen: 
| Wegnummer | Trajectdeel                                                | Wegindeling                                                                     | Prioriteitsniveau |
| --------- | ---------------------------------------------------------- | ------------------------------------------------------------------------------- | ----------------- |
| B3        | zuidelijk van Bergen - noordwestelijk van Celle            | verbreding naar 2x2 rijstroken over bestaand tracé                              | III               |
| B3/B214   | randweg Celle                                              | nieuwbouw 2x2 rijstroken                                                        | I                 |
| B3 (B188) | zuidelijk van Celle - westelijk van Burgdorf               | nieuwbouw 2x2 rijstroken                                                        | II                |
| B3 (A7)   | westelijk van Burgdorf - Kreuz Hannover/Kirchhorst         | nieuwbouw 2x2 rijstroken                                                        | I                 |
| B3        | Kreuz Hannover/Kirchhorst - Kreuz Hannover-Buchholz        | nieuwbouw 2x3 rijstroken                                                        | I                 |
| B3        | Kreuz Hannover-Buchholz - Hannover Weidetor                | nieuwbouw 2x3 rijstroken                                                        | lopend project    |
| B3 (B65)  | Hannover Weidetor - Seelhorster Kreuz                      | nieuwbouw 2x3 rijstroken met gebruik van het bestaande tracé met 2x2 rijstroken | II                |
| B6 (A376) | Seelhorster Kreuz - Dreieck Hannover-Messegelände          | nieuwbouw 2x3 rijstroken                                                        | I                 |
| B6 (B1)   | Dreieck Hannover-Messegelände - Hildesheim Berliner Straße | verbreding naar 2x2 rijstroken over bestaand tracé                              | II                |

In het Bundesverkehrswegeplan 2003 waren ook geen nieuwbouwplannen voor de A37 voorzien. De volgende projecten, verbreding en nieuwbouw, die het oorspronkelijk A37-plan volgen waren opgenomen:
| Wegnummer | Trajectdeel                        | Wegindeling              | Prioriteit      |
| --------- | ---------------------------------- | ------------------------ | --------------- |
| B3        | randweg Groß Hehlen                | nieuwbouw 1x2 rijstroken | hoge prioriteit |
| B3        | randweg Celle (noordelijke deel)   | nieuwbouw 1x2 rijstroken | hoge prioriteit |
| B3        | randweg Celle (middelste deel)     | nieuwbouw 2x2 rijstroken | hoge prioriteit |
| B3        | randweg Celle (zuidelijke deel)    | nieuwbouw 1x2 rijstroken | hoge prioriteit |
| B3        | zuidelijk van Celle - Ehlershausen | nieuwbouw 1x2 rijstroken | hoge prioriteit |

Ook in het Bundesverkehrswegeplan 2030 waren geen nieuwbouwplannen voor de A37 voorzien. De volgende projecten, verbreding en nieuwbouw, die het oorspronkelijk A37-plan volgen waren opgenomen:
| Wegnummer | Trajectdeel                        | Wegindeling                  | Prioriteit      |
| --------- | ---------------------------------- | ---------------------------- | --------------- |
| B3        | randweg Groß Hehlen                | nieuwbouw 1x2/1+2 rijstroken | hoge prioriteit |
| B3        | randweg Celle (noordelijke deel)   | nieuwbouw 1+2 rijstroken     | hoge prioriteit |
| B3        | randweg Celle (middelste deel)     | nieuwbouw 1+2 rijstroken     | hoge prioriteit |
| B2        | zuidelijk van Celle - Ehlershausen | nieuwbouw 1x2/2x2 rijstroken | hoge prioriteit |

## Gereed zijnde trajectdelen
In de jaren 50 werd de Messeschnellweg als Oosttangent Hannover (B3/B6) gebouwd (1950: Pferdeturm - Messegelände, 1952: Messegelände - Sarstedt). Vanaf de jaren 60 begon de verbouw naar snelwegprofiel, waardoor de kruisingen ongelijkvloers werden gemaakt en de rijbanen verbreed. In 1998 werd als laatste maatregel de Pferdeturmkruising door een aansluiting vervangen. In de eerste helft van de jaren 60 werden de toevoerwegen tussen Dreieck Hannover-Messegelände en Dreieck Hannover-Süd voor het verkeer vrijgegeven, die vanaf 1975 tot 1980 als A376 genummerd was. De verkeersvrijgave van de overige delen die in het verleden als A37 gepland waren, was als volgt:
| Jaar | Trajectdeel                                                 | Lengte (km) | Opmerkingen                                               |
| ---- | ----------------------------------------------------------- | ----------- | --------------------------------------------------------- |
| 1981 | Kreuz Hannover/Kirchhorst - Hannover-Misburg                | 5,7         | 2x2 rijstroken als B3 genummerd                           |
| 1982 | aansl. Burgdorf resp. Moormühle - Kreuz Hannover/Kirchhorst | 4,7         | 2x2 rijstroken als B3 genummerd                           |
| 1999 | Ehlershausen - aansl. Burgdorf resp. Moormühle              | 12          | 2x2 rijstroken, nieuwbouw en verbreding, als B3 genummerd |
| 2009 | zuidelijk van Celle - Ehlershausen                          | 7,4         | 1x2 rijstroken als B3 genummerd                           |
| 2013 | randweg Celle; 2de bouwdeel, zuidelijke deel van de randweg | 3,2         | 1x2 rijstroken als B3 genummerd                           |